# Prinz Udo
Die Prinz Udo war ein Motorboot der Westafrikanischen Pflanzungsgesellschaft Victoria in der deutschen Kolonie Kamerun. 

## Geschichte
Die Prinz Udo wurde 1913 für die Westafrikanische Pflanzungsgesellschaft Victoria gebaut. Im selben Jahr wurde das Boot auf dem Schiff Hans Woermann nach Kamerun transportiert. Die Prinz Udo war mit einem 35-PS-Ottomotor des niederländischen Herstellers Brons als Antrieb ausgerüstet. Das Boot besaß eine Dreiflügelschraube mit Umsteuerungsvorrichtung. Es war für den Personenverkehr zwischen den Küstenorten Victoria, Messellele (bei Tiko) und Duala vorgesehen.
Als im August 1914 der Erste Weltkrieg ausbrach, wurde das Boot von der deutschen Schutztruppe für Kamerun beschlagnahmt. Es wurde mit einer 3,7-cm-Ringkanone bewaffnet und diente als Aufklärungs- und Befehlsübermittlungsboot der Schutztruppe. Am 13. September 1914 wurde die Prinz Udo in der Mündung des Flusses Wuri von der eigenen Mannschaft versenkt.